# 巴山水库
巴山水库是中国湖北省武汉市黄陂区境内的一座水库，位于界河上，建于1960年。水库正常库容为759万立方米，集雨面积为12.7平方千米，海拔为87.9米。